# Winkel-Tripel-Projektion

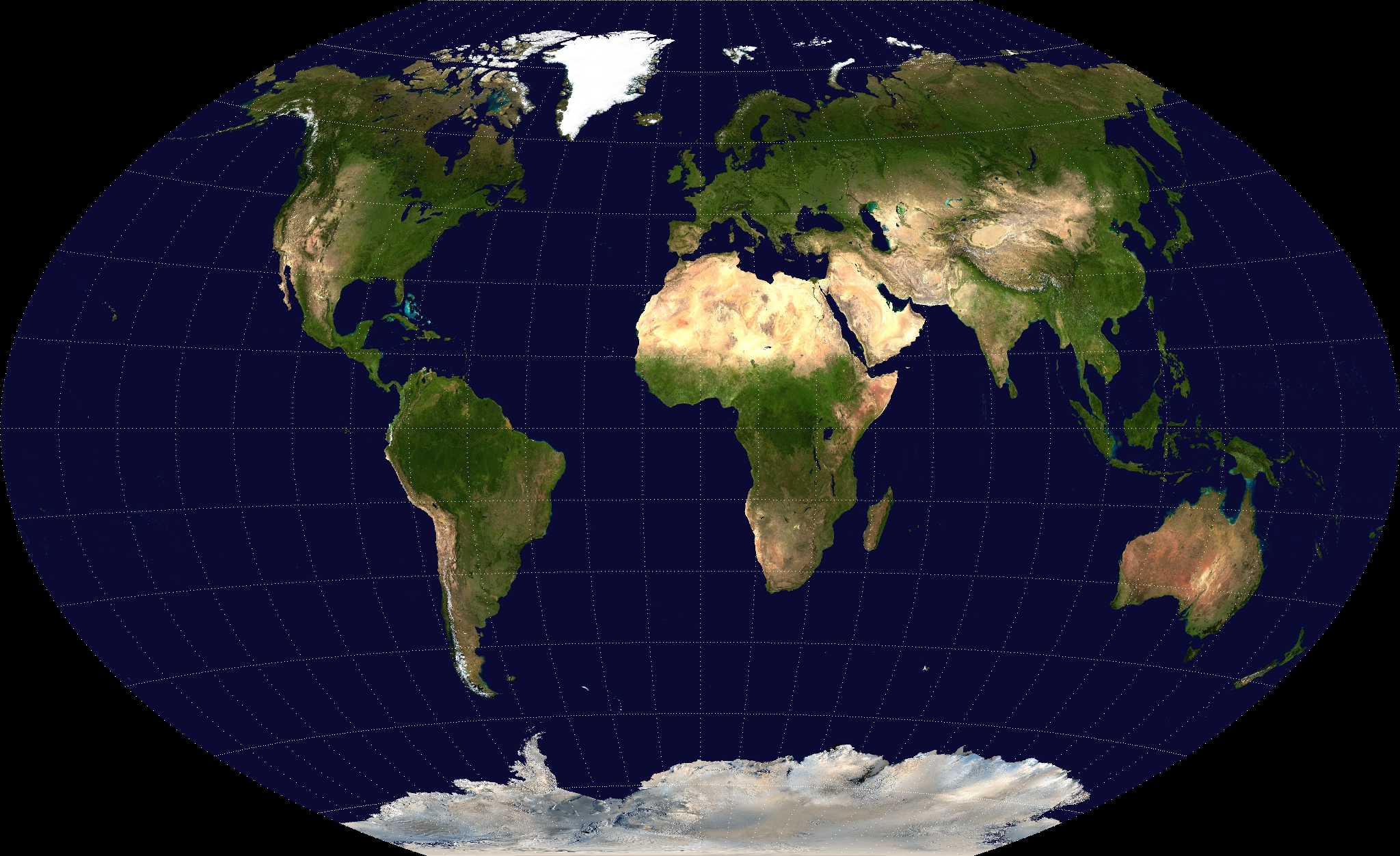
Winkel-Tripel-Projektion der Erde

Verzerrungen der Winkel-Tripel-Projektion verdeutlicht mit der Tissotschen Indikatrix

Die Winkel-Tripel-Projektion ist ein 1921 von Oswald Winkel (1874–1953) veröffentlichter Kartennetzentwurf für die gesamte Erdoberfläche. Sie stellt einen Kompromiss zwischen Flächen- und Winkeltreue dar und gehört daher zu den am meisten verwendeten Weltkartenprojektionen. Im Vergleich zur ähnlichen Robinson-Projektion erzielt sie geringere Verzerrungen, gibt dafür jedoch die Lagetreue auf, so dass gekrümmte Breitenkreise entstehen. Im Vergleich zu flächentreuen Projektionen wie der Mollweide-Projektion oder der Eckert-IV-Projektion vermeidet sie deren relativ starke Form- und Winkelverzerrungen, erreicht aber keine vollständige Flächentreue. Die Projektion ist deshalb nur für allgemeine und thematische Weltkarten von Nutzen.

## Projektionsformel
Die Projektionsformel ist das arithmetische Mittel aus der rechteckigen Plattkarte und der Aitov-Projektion:
{\displaystyle x={\frac {1}{2}}\left[\lambda \cos(\phi _{1})+{\frac {2\cos(\phi )\sin \left({\frac {\lambda }{2}}\right)}{\mathrm {si} (\alpha )}}\right]}
{\displaystyle y={\frac {1}{2}}\left[\phi +{\frac {\sin(\phi )}{\mathrm {si} (\alpha )}}\right]}
- {\displaystyle \lambda } ist der Längengrad (relativ zum Zentralmeridian)
- {\displaystyle \phi } ist der Breitengrad
- {\displaystyle \alpha :=\arccos \left(\cos(\phi )\cos \left({\tfrac {\lambda }{2}}\right)\right)}
- {\displaystyle \phi _{1}} ist der Breitengrad der Standardparallelen der Plattkarte. Winkel wählte für seine Projektion {\displaystyle \phi _{1}=\arccos \left({\tfrac {2}{\pi }}\right)}.
- {\displaystyle \mathrm {si} } ist der nicht normierte Sinus cardinalis.

Winkel stellte gleichzeitig zwei andere Kartennetzentwürfe vor. Diese werden als Winkel I (das arithmetische Mittel aus der Plattkarte und der Sinusoidal-Projektion) und Winkel II bezeichnet. Die Tripelprojektion wird daher auch Winkel III genannt.

## Gebrauch
Seit 1998 wird die Projektion von der National Geographic Society für die Mehrheit der Weltkarten verwendet.